# Blå Jungfrun Nationalpark
57°15′N 16°47′Ø / 57.250°N 16.783°Ø
Blå Jungfrun en nationalpark midt i den nordlige del af Kalmarsund i Oskarshamns kommun, Kalmar län.
Nationalparken er 198 hektar, hvoraf 132 hektar er vand. Øen erhvervedes i 1925 af Torsten Kreuger som skænkede den til den Svenske stat som grundlagde nationalparken i 1926. Parken udvidedes i 1988.
Øen består af klipper  af rød granit med adskillige grotter og en tæt løvskov op mod øens højeste punkt 86 moh.
Øen kaldes også  "Blåkulla" eller bare "Jungfrun" (Jomfuen). Nationalparken er en af Sveriges mest sagnomspundne. Blåkulla er regnet som et ondt og magisk sted, og er  ifølge en vidtspredt folketro det sted hekse mødtes skærtorsdag for at fejre heksesabbat. Historien kendes tilbage til Olaus Magnus i 1555, og det menes stadig at medføre uheld, at tage en sten med fra øen, hvor der også findes en gammel stenlabyrint.
Om sommeren kan øen besøges med turistbåde fra Oskarshamn eller Byxelkrok på Öland.